# Zerknalltreibling
Das Wort Zerknalltreibling war ein Versuch des Allgemeinen Deutschen Sprachvereins, das Fremdwort „Motor“ im Wort „Verbrennungsmotor“ im Sinne des Deutschen Sprachpurismus durch ein deutsches Wort zu ersetzen. Ein „Vier-Zylinder-Verbrennungsmotor“ wurde so zum „Viertopfzerknalltreibling“.

## Herkunft
Bereits 1915 veröffentlichte der Allgemeine Deutsche Sprachverein in seinen „Verdeutschungsbüchern“ die Wörter „Kraftmaschine, Krafterzeuger, Treibmaschine, Triebwerk, Triebkraft, Treiber, Treibe (die) – gebildet wie ‚Presse‘, ‚Trage‘; Triebwagen“ als Eindeutschung von „Motor“.
Die Eindeutschung des Wortes „Explosion“ findet sich im Wort „Kesselzerknall“ für ‚Kesselexplosion‘.